# 고마츠 사야카
고마츠 사야카(일본어: 小松淸香, 1980년 ~ )은 대한민국에서 활동했었던  일본의 블로거이자 작가이다. 2000년 한국에 정착한 이후 자신의 블로그에서 한국에서의 경험, 한국에 대한 생각에 관해 여러 글을 올리면서 큰 인기를 끌었다. 저서로 《사야까의 한국고고씽》, 《악플후기》등이 있다.